# マンガラ
マンガラ（Mangγla、? - 1280年）は、モンゴル帝国の王族。漢字表記は忙哥剌、『集史』のペルシア語表記では منكالا Mankqālā 。世祖クビライが皇后チャブイの間に設けた4人の嫡子のうちの三男。

## 概要
モンゴル帝国のカアンに即位し、元を開いた父のクビライによって至元9年（1272年）に安西王に封ぜられたマンガラは、その即位以前の所領であった京兆府を与えられ、15万のモンゴル軍団を率いて中国西部の陝西・四川・甘粛・チベット方面の最高司令官となった。その王府は京兆府と、寧夏の六盤山に建設された都城、開成府の間で季節移動を行い、大都と上都を移動するカアンの宮廷（オルド）の陝西方面におけるミニチュア宮廷を営んだ。
軍事活動における安西王国の主な担当は河西、天山方面でオゴデイ家のカイドゥやチャガタイ家のドゥアの勢力にあたることであり、同族ながらこの地域の支配をめぐって彼らと対立関係にあるオゴデイ家一門のコデン王家やチャガタイ家一門のチュベイ王家、また庶弟のフゲチ家・アウルクチ家を統括した。至元12年（1275年）にはクンガ・サンポの乱平定のためアウルクチに援軍を派遣している。
至元14年（1277年）、シリギの乱が起こり、モンゴル高原を担当する弟の北平王ノムガンがカイドゥ側の捕虜となって高原方面の戦線が混乱すると、モンゴル高原に派遣されて事態の収拾にあたった。この間、六盤山の本領がシリギの側についた王族による攻撃を受けるなど、苦しい戦いを強いられる。
マンガラはシリギの乱がいまだ完全には収拾しない至元17年（1280年）に没し、安西王の爵位と所領は子のアナンダが継いだ。のちにアナンダはカアン位を巡る争いに関わって処刑され、マンガラの安西王国は取り潰されてしまった。

## 子孫
『元史』ではマンガラの息子として阿難答（アナンダ）と按檀不花（アルタン・ブカ）という名を、『集史』ではارسلان بوقاĀrslān būqā、التون بوقاĀltūn būqā、انندهĀnandeという名を記している。この内アナンダ（阿難答／Ānande）とアルタン・ブカ（按檀不花／Āltūn būqā）については史書に多くの記述があるが、アルスラン・ブカ（Ārslān būqā）についてはほとんど記述がなくどのような人物か不明である。マンガラ家当主の座と安西王位はアナンダが継ぎ、秦王位はアルタン・ブカが継いでいる。

## 安西王家の系図
『元史』・『集史』ともにほぼ同じ系図を記録している。
- 安西王マンガラ（Mangγala＞忙哥剌/mánggēlá,منگقالا/mangqālā）
  - アルスラン・ブカ（Arslan-buqa＞ارسلان بوقا/ārslān būqā）
  - 秦王アルタン・ブカ（Altan-buqa＞按檀不花/àntánbúhuā,التون بوقا/āltūn būqā）
  - 安西王アナンダ（Ananda＞阿難答/ānándā,اننده/ānande）
    - 安西王オルク・テムル（Ürüg Temür＞月魯鉄木児/yuèlǔ tiěmùér,اورگ تیمور/ūrg tīmūr）